# 渤海商品交易所
渤海商品交易所，简称渤商所、BOCE，位于天津市河北区海河东路1号，是经天津市人民政府批准设立的中国国内第一家股份制商品交易所，于2009年9月28日在天津挂牌成立，并于2009年12月18日正式开业。

## 历史沿革
2008年3月，国务院批复的《天津滨海新区综合配套改革试验总体方案》中明确要求天津“加快现代市场体系建设。充分发挥北方对外开放门户的作用,按照把天津建成北方国际贸易中心的要求,加快石油化工、煤炭、钢材、棉花、粮食等大型商品交易市场建设,进行商品远期合约交易业务的探索。”
2009年9月28日，天津渤海商品交易所股份有限公司在天津挂牌成立。
2017年12月，渤海商品交易所完成对乌克兰复兴开发银行收购，该银行成为乌克兰第一家中资金融机构。
2017年12月，渤海商品交易所签署协议拟收购乌克兰第一证券交易所，2018年12月通过乌克兰反垄断委员会审查，2020年3月，通过乌克兰证监会审批，天津渤海商品交易所（BOCE）旗下企业日前完成对乌克兰第一证券交易所（PFTS）49.9%的股权收购。

## 发展定位
渤海商品交易所的定位是具有国际重要影响力的多商品交易中心和定价中心。渤海商品交易所华东服务中心是渤海商品交易所在国内设立的六大物流交割监管中心之一，实行全球首创的现货连续交易方式，提供电子交易平台以及24小时覆盖全球主要金融市场的电子交易服务。

## 交易品种
目前，上市的交易品种有原油、焦炭、热轧卷板、热轧卷板（中原）、螺纹钢（西部）、螺纹钢（重庆）、PTA、聚酯切片、电解镍、动力煤、白砂糖、绵白糖等商品。

## 参阅
- 天津市
- 天津联合期货交易所